# Ambizione (album)
Ambizione è il secondo album in studio del rapper italiano Lele Blade, pubblicato il 17 settembre 2021.

## Tracce

### Edizione standard
1. Ambizione – 2:37
2. Extendo (feat. Paky) – 2:43
3. Gangsta Party – 2:14
4. Sextape – 2:36
5. Sul a' mia (feat. Ernia) – 3:05
6. Just for Fun (feat. Yung Snapp) – 2:15
7. Chello che vuò (feat. Geolier) – 3:21
8. Me gusta – 3:15
9. Million Dollar Pussy – 2:47
10. Serpenti (feat. Geolier) – 2:12
11. North Face (feat. Vale Lambo & Yung Snapp) – 3:37
12. Tu si a droga pe me (feat. MV Killa) – 2:56
13. Resta – 3:00

### Riedizione
1. Jump (feat. Lazza) – 2:43
2. So Fresh so Clean (feat. Vale Lambo) – 2:00
3. Lo siento (feat. AKA 7even) – 2:08
4. Immortale – 2:30
5. No Joke (feat. MadMan) – 2:24
6. Extendo RMX (feat. Paky, Shiva & Geolier) – 4:14
7. Ambizione – 2:37
8. Extendo (feat. Paky) – 2:43
9. Gangsta Party – 2:14
10. Sextape – 2:36
11. Sul a' mia (feat. Ernia) – 3:05
12. Just for Fun (feat. Yung Snapp) – 2:15
13. Chello che vuò (feat. Geolier) – 3:21
14. Me gusta – 3:15
15. Million Dollar Pussy – 2:47
16. Serpenti (feat. Geolier) – 2:12
17. North Face (feat. Vale Lambo & Yung Snapp) – 3:37
18. Tu si a droga pe me (feat. MV Killa) – 2:56
19. Resta – 3:00

## Classifiche
| Classifica (2021) | Posizione massima |
| ----------------- | ----------------- |
| Italia            | 8                 |